# Pływanie synchroniczne na Letnich Igrzyskach Olimpijskich 1992
Pływanie synchroniczne na Letnich Igrzyskach Olimpijskich 1992 – zawody w pływaniu synchronicznym podczas igrzysk w Barcelonie rozgrywane były od 2 do 7 sierpnia. Przeprowadzono dwie konkurencje, w których wzięły udział 53 zawodniczki z 22 krajów. Polki nie startowały.

## Rezultaty
| Konkurencja: | 1. miejsce                                                           | Rezultat                  | 2. miejsce                             | Rezultat | 3. miejsce                            | Rezultat |
| Solo         | Stany Zjednoczone · Kristen Babb-Sprague · Kanada · Sylvie Fréchette | 191,848 191,717 / 191,887 |                                        |          | Japonia · Fumiko Okuno ·              | 187,056  |
| Duety        | Stany Zjednoczone · Karen Josephson · Sarah Josephson ·              | 192,175                   | Kanada · Penny Vilagos · Vicky Vilagos | 189,394  | Japonia · Fumiko Okuno · Aki Takayama | 186,868  |